# The Drivin' Fool

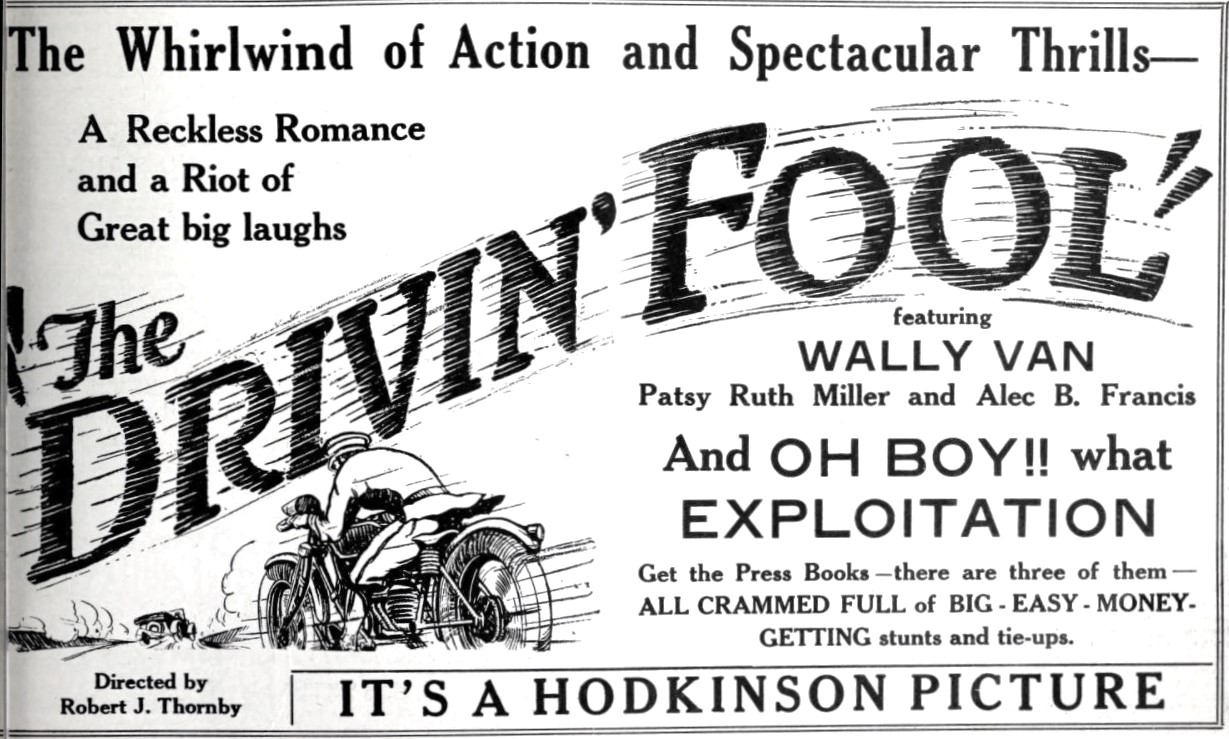
Anunci de la pel·lícula aparegut a la revista Film Daily.

The Drivin' Fool és una pel·lícula muda basada en el relat homònim de William F. Sturm aparegut a Blue Book Magazine el 1922 adaptat per H.H. Van Loan. Fou dirigida per Robert Thornby i interpretada per Alec B. Francis, Wally Van i Patsy Ruth Miller entre d'altres. La pel·lícula, rodada durant dos mesos a l’oest dels Estats Units, es va finalitzar a principis de febrer del 1923 i es va estrenar el 12 de setembre de 1923. Es considera una pel·lícula perduda.

## Argument
Hal Locke, un as del volant boig per la velocitat a qui ni el seu pare ni el de la seva xicota Sylvia prenen seriosament. L’ocasió de demostrar la seva vàlua li arriba quan ha de salvar els les fortunes familiars del pare i del sogre conduint el seu cotxe des de San Francisco fins a la ciutat de Nova York per entregar un xec certificat dins del límit de temps requerit. Durant el camí afronta múltiples dificultats per tal de lliurar-lo. D'aquesta manera, evita que Richard Brownlee, un intrigant corredor de Wall Street, s’apropiï dels negocis del seu pare gràcies a un tecnicisme.

## Repartiment
- Wally Van (Hal Locke)
- Alec B. Francis (John Moorhead)
- Patsy Ruth Miller (Sylvia Moorhead)
- Wilton Taylor (Henry Locke)
- Ramsey Wallace (Richard Browlee)
- Wilfrid North (Howard Grayson)
- Jessie J. Aldriche (Horatio Jackson Lee St. Albans)
- Kenneth R. Bush (John Lawson)